# Lee Hong Geun
Lee Hong-geun (Nascido em 28 de julho de 1965) é um remador sul-coreano. Ele competiu no evento de oito de homens nas Olimpíadas de Verão de 1988